# Villaroger
Villaroger este o comună în departamentul Savoie din sud-estul Franței. În 2009 avea o populație de 403 de locuitori.

## Evoluția populației
| An        | 1975 | 1982 | 1990 | 1999 | 2006 | 2009 |
| --------- | ---- | ---- | ---- | ---- | ---- | ---- |
| Populație | 274  | 256  | 374  | 368  | 400  | 403  |